# Starting Over (Reba McEntire)
Starting Over è un album in studio della cantante di musica country statunitense Reba McEntire, pubblicato nel 1995.
Si tratta di un album di cover di artisti ammirati da Reba.

## Tracce
1. Talking in Your Sleep – 4:20 (Roger Cook, Bobby Wood)
2. Please Come to Boston – 4:37 (Dave Loggins)
3. On My Own (con Linda Davis, Martina McBride & Trisha Yearwood) – 4:31 (Carole Bayer Sager, Burt Bacharach)
4. I Won't Mention It Again – 4:11 (Cameron L. Mullins, Carolyn Jean Yates)
5. You're No Good – 3:30 (Clint Ballard Jr.)
6. Ring on Her Finger, Time on Her Hands – 4:10 (Don Goodman, Pam Rose, Mary Ann Kennedy)
7. Five Hundred Miles Away From Home – 4:21 (Bobby Bare, Charlie Williams, Hedy West)
8. Starting Over Again – 4:07 (Bruce Sudano, Donna Summer)
9. You Keep Me Hangin' On – 3:22 (Brian Holland, Lamont Dozier, Edward Holland Jr.)
10. By The Time I Get to Phoenix – 3:59 (Jimmy Webb)